# News from Home
News from Home é um filme documentário coproduzido por teuto-belgo-francês dirigido por Chantal Akerman e lançado em 8 de junho de 1977. Conta a história da cineasta belga Akerman, que retrata o período que ela passou em Nova Iorque, com imagens de diferentes pontos da cidade e com narração da leitura de cartas escritas pela sua mãe, na Bélgica.